# Turrolate
El turrolate és un dolç típic de la subbètica cordovesa (Andalusia) i, concretament, dels pobles de Rute i Priego. Encara que la fama del seu origen s'atribueix a aquest darrer poble, el seu origen es troba al primer, quan possiblement va començar a elaborar-se a finals del segle xvii. El seu nom en castellà fa referència a «turrón» (torró) i chocolate xocolata. Es fabrica a partir de cacau i ametlles o cacauets, sucre i canyella. Té forma de barra cilíndrica i n'hi ha de diferents varietats i mides. És un producte de gran valor nutritiu. Antigament era un obsequi que es donava a les mares que acabaven de donar a llum i, per tant, s'associa a la sort i a les bones notícies. Si bé es pot prendre sol, es recomana acompanyar-lo amb pa amb oli de la terra.